# Christ en croix de Saint-Laurent
Le Christ en croix de l'église Saint-Laurent à Saint-Laurent, une commune du département des Côtes-d'Armor dans la région Bretagne en France, est une sculpture en bois polychrome datant du XVe siècle. Elle est inscrite monument historique au titre d'objet depuis le 22 mars 1974. 